# Zoltan Kunszt

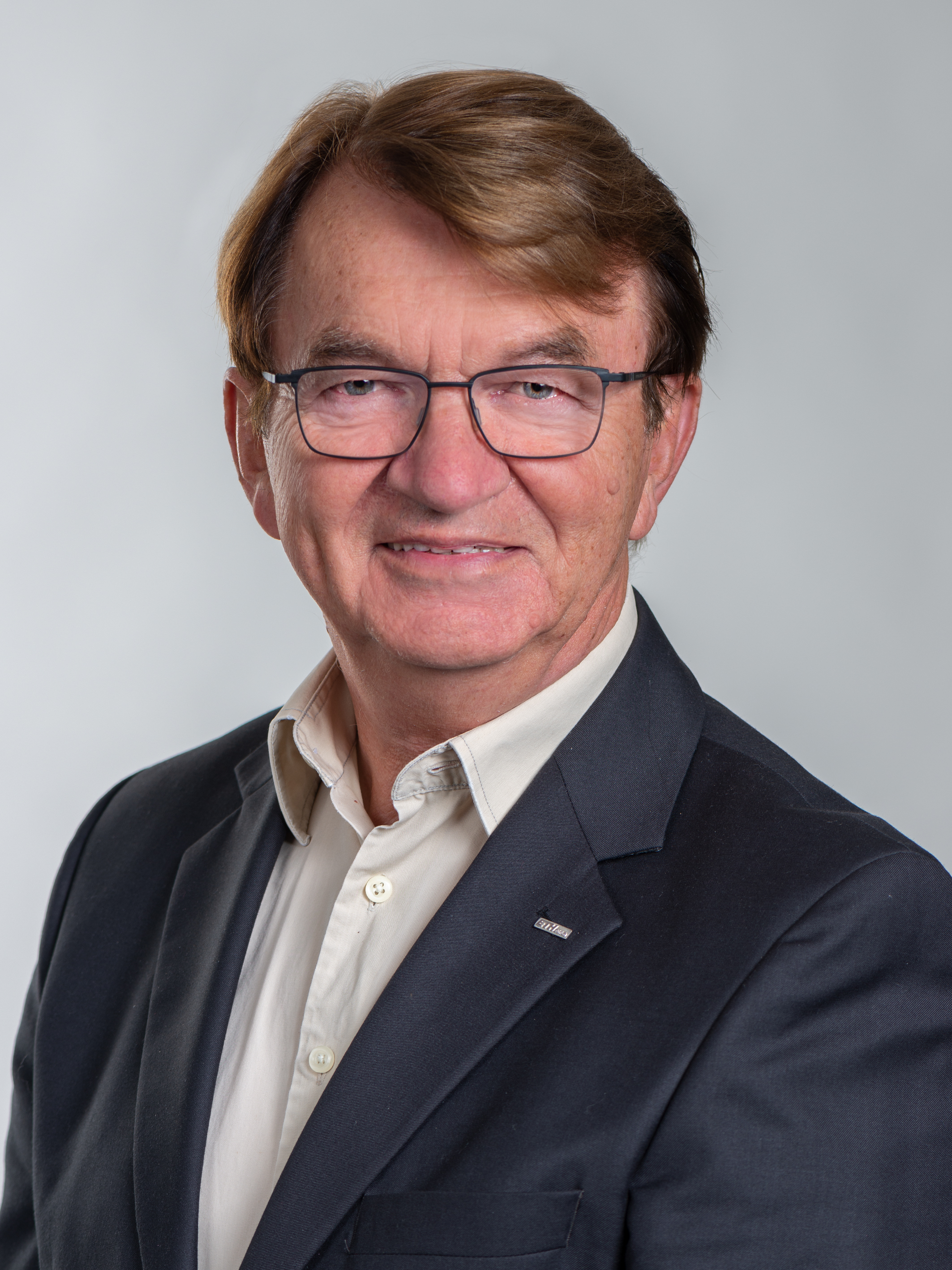
Zoltan Kunszt (2021)

Zoltan Kunszt (* 6. Mai 1944 in Pápa, Ungarn) ist ein ungarisch-schweizerischer theoretischer Physiker.

## Werdegang
Zoltan Kunszt wurde 1944 in Pápa geboren. Er wurde 1971 am Institut für Theoretische Physik der Eötvös-Loránd-Universität in Budapest promoviert, wo er von 1968 bis 1982 als Assistent, Adjunkt und außerordentlicher Professor tätig war. Er absolvierte in dieser Zeit langjährige Forschungsaufenthalte am JINR in Dubna (1970–1972), am CERN in Genf (1974–1975) und am DESY in Hamburg (1978–1980). Von 1982 bis 1989 war er als Wissenschaftsrat im Zentralen Forschungsinstitut der Ungarischen Wissenschaftsakademie in Budapest angestellt. Er absolvierte weitere Forschungsaufenthalte an der Universität Bern (1983–1984), am CERN (1985), am Fermilab in Chicago (1986), am ITP in Santa Barbara (1987) und der ETH Zürich (1986–1989). Am 1. Oktober 1993 wurde ihm dort der Titel Professor (Titularprofessor) verliehen. Er war danach verantwortlich für das Forschungsgebiet der Phenomenologie der Teilchenphysik an der ETH Zürich. Er wurde 2009 emeritiert. 2022 wurde er zum externen Mitglied der Ungarischen Akademie der Wissenschaften gewählt.

## Schwerpunkte und Forschung
Sein Forschungsinteresse gilt denjenigen Anwendungen des Standardmodells, welche die Beschreibung der Physik von Hochenergie-Beschleunigern (LEP, HERA, Tevatron, LHC) erläutern, und im weiteren Untersuchungen der Modelle, die die Schwachstellen des Standardmodells zu verbessern suchen.